# フレッド・ヘイル
フレッド・ハロルド・ヘイル・シニア（Fred Harold Hale, Sr.、1890年12月1日 - 2004年11月19日）は、2004年3月5日から亡くなるまで存命する男性で長寿世界一だったアメリカ人の長寿の男性。
1890年12月1日、メイン州・ニューシャロンで生まれた。1910年に結婚し、5人の子供を儲ける。1979年に妻が死去して以降は、一人暮らしをしていた。1995年2月にて運転免許証を取得し、もっとも高齢の自動車運転者としてギネス世界記録に認定された。なお108歳の誕生日まで免許証は有効だった。
2004年11月19日、肺炎のためニューヨーク州・シラキュースで死去。113歳354日。114歳の誕生日まで、あと12日であった。